# Jaculinidae
Jaculinidae is een monotypische familie van mosdiertjes uit de orde Cheilostomatida en de klasse van de Gymnolaemata.

## Geslacht
- Jaculina Jullien in Jullien & Calvet, 1903